# Pływanie na Letnich Igrzyskach Olimpijskich 1896
Wszystkie konkurencje pływackie podczas igrzysk w Atenach odbyły się 11 kwietnia w zatoce Zea.

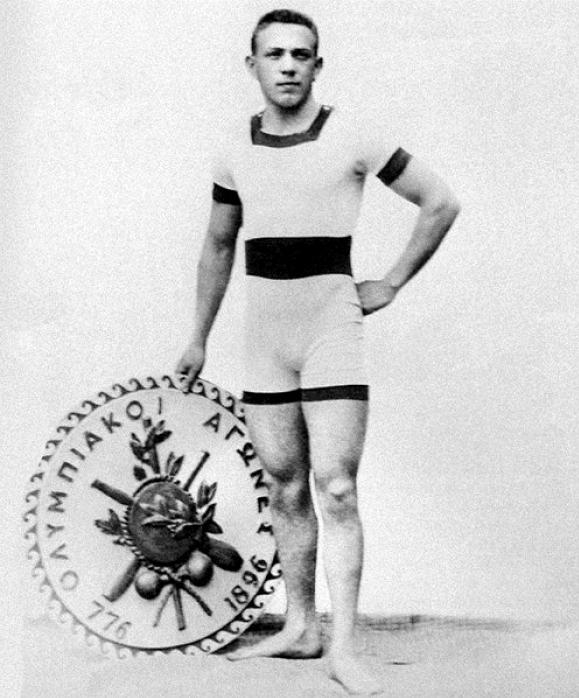
Dwukrotny węgierski złoty medalista – Alfréd Hajós

## Medaliści
| Konkurencja:                            | Złoto            | Czas    | Srebro            | Czas     | Brąz               | Czas     |
| 100 metrów stylem dowolnym (szczegóły)  | Alfréd Hajós     | 1:22,2  | Otto Herschmann   | 1:22,8   | nikt               |          |
| 500 metrów stylem dowolnym (szczegóły)  | Paul Neumann     | 8:12,6  | Andonios Pepanos  | 9:57,6   | Efstatios Chorafas | nieznany |
| 1200 metrów stylem dowolnym (szczegóły) | Alfréd Hajós     | 18:22,2 | Joanis Andreu     | 21:03,4  | nikt               |          |
| 100 metrów dla żeglarzy (szczegóły)     | Joanis Malokinis | 2:20,4  | Spiridon Chazapis | nieznany | Dimitrios Driwas   | nieznany |

## Klasyfikacja medalowa
| Miejsce | Państwo | Złoto | Srebro | Brąz | Suma |
| ------- | ------- | ----- | ------ | ---- | ---- |
| 1       | Węgry   | 2     | 0      | 0    | 2    |
| 2       | Grecja  | 1     | 3      | 2    | 6    |
| 3       | Austria | 1     | 1      | 0    | 2    |
| Razem   | Razem   | 4     | 4      | 2    | 10   |

## Państwa uczestniczące w zawodach
Łącznie w zawodach pływackich wzięło udział 19 pływaków z 4 państw:
- Grecja (15)
- Cesarstwo Austrii (2)
- Stany Zjednoczone (1)
- Węgry (1)